# San Sebastiano al Vesuvio
San Sebastiano al Vesuvio község (comune) Olaszország Campania régiójában, Nápoly megyében.

## Fekvése
A Vezúv nyugati lejtőjén fekszik. Határai: Cercola, Ercolano, Massa di Somma, Nápoly és San Giorgio a Cremano.

## Története
A Vezúv 1944-es kitörése elpusztította, de később újjáépítették, így ma a nápolyi városi agglomeráció egyik legmodernebb települése. Az egyetlen épület, amely túlélte a vulkán kitörését, a 17. századi San Sebastiano-templom. A település a Vezúvi Nemzeti Park területén fekszik.

## Népessége
A népesség számának alakulása:

## Főbb látnivalói
- Villa Figliola
- Villa Tufarelli
- San Sebastiano Martire-templom